# Gurla Mandhata
Gurla Mandhata, Naimona'nyi of Nemo Nani (Tibetaans: ཎིམོནའི྇ཉ།, wylie: Naimona'nyi, Chinees: 納木那尼峰, pinyin: Nàmùnàní Fēng; Hindi / Nepali: गुरला मान्धाता) is een 7694 meter hoge berg in de Tibetaanse Himalaya, vlak bij de Nepalese grens. Het is de hoogste top in de Nalakankar Himal. Als alleen toppen meegeteld worden met een topografische prominentie van meer dan 500 meter is de Gurla Mandhata de 34e berg ter wereld. Het is de hoogste berg in het zuidwesten van Tibet.
De Gurla Mandhata vormt een naar het noorden uitstekende uitloper van de Grote Himalaya. Ten noorden van de Gurla Mandhata ligt de langgerekte vallei van Zuid-Tibet met de bergmeren Manasarovar en Rakshastal. Aan de andere kant van de twee meren ligt de heilige berg Kailash, onderdeel van de Transhimalaya.
De eerste poging de berg te beklimmen werd gedaan in 1905, door de Engelse ontdekkingsreiziger Tom George Longstaff met twee gidsen en zes dragers. De expeditie bereikte een hoogte van ongeveer 7000 m, wat destijds een wereldrecord was. De eerste geslaagde beklimming volgde pas in 1985, door een Japans-Chinese expeditie onder leiding van Katsutoshi Hirabayashi.